# Green Oaks
Green Oaks is een plaats (village) in de Amerikaanse staat Illinois, en valt bestuurlijk gezien onder Lake County.

## Demografie
Bij de volkstelling in 2000 werd het aantal inwoners vastgesteld op 3572. In 2006 is het aantal inwoners door het United States Census Bureau geschat op 3956, een stijging van 384 (10,8%).

## Geografie
Volgens het United States Census Bureau beslaat de plaats een oppervlakte van 10,5 km², waarvan 10,4 km² land en 0,1 km² water.

## Plaatsen in de nabije omgeving
De onderstaande figuur toont nabijgelegen plaatsen in een straal van 8 km rond Green Oaks.